# Ricristallizzazione

Rappresentazione del processo di ricristallizzazione di un materiale metallico (a → b) e accrescimento dei grani cristallini (b → c → d).

In metallurgia, si definisce ricristallizzazione di un metallo la cristallizzazione che ha inizio a partire da una fase solida. Essa è caratterizzata da nucleazione e accrescimento.
Si esaminano i casi in cui avviene la ricristallizzazione:
- ricristallizzazione in una trasformazione allotropica: tale trasformazione permette il cambiamento reticolare dovuto al passaggio attraverso un limite di temperatura; le proprietà fisiche e chimiche variano sensibilmente, al contrario di quelle meccaniche;
- ricristallizzazione effettuata per recuperare le eccessive tensioni dell'incrudimento: l'incrudimento introduce energia nel reticolo cristallino di un metallo e tale energia, aggiunta a un certo livello di energia termica, stimola il riaggiustamento dei cristalli. Si consideri il graduale passaggio a livelli via via più elevati di temperatura: all'inizio si ha un semplice riassetto (ricottura di distensione) che, diminuendo le tensioni interne, previene la corrosione e la distorsione dei manufatti; quando la temperatura supera la TR (temperatura di ricristallizzazione, la quale decresce all'aumentare della purezza del metallo), inizia un processo di nucleazione e accrescimento fino al raggiungimento di una desiderata grandezza media del grano cristallino, dipendente da incrudimento iniziale, temperatura raggiunta, durata del processo.

Tale processo permette infatti di recuperare la situazione dannosa creatasi con un eccessivo incrudimento, che porta ad un avvicinamento inaccettabile del carico di snervamento e di rottura rendendo difficili anche le deformazioni plastiche, oltre che pericolosa la messa in esercizio del pezzo pesantemente incrudito.
Un caso particolare di ricristallizzazione è costituito dalla ricristallizzazione dinamica, cioè quella ricristallizzazione che avviene durante un processo di lavorazione plastica, e non tramite un riscaldamento successivo a una lavorazione a freddo.
In chimica, ripetizione del processo di cristallizzazione, allo scopo di ottenere una sostanza allo stato di maggiore purezza. 
In petrologia, processo che, durante la diagenesi o il metamorfismo delle rocce, porta alla formazione di nuovi cristalli e nuove specie mineralogiche senza fusione delle fasi precedenti. Il Processo viene chiamato anche blastesi.

## In laboratorio
Ricristallizzazione
La ricristallizzazione è un metodo usato in laboratorio per purificare sostanze organiche solide. Per il suo svolgimento, è necessario impiegare un solvente che riesca a dissolvere la sostanza solo a temperature elevate.
Il solvente utilizzato deve essere:
- non tossico
- non infiammabile
- non volatile
- a basso costo
- non reattivo rispetto al soluto.

Esempi di solvente abitualmente utilizzati allo scopo, sono:
- acqua (H2O)
- metanolo
- etanolo
- acetone

Esempio: purificazione di acido benzoico
Questa è una procedura che può essere utilizzata per la purificazione l'acido benzoico in laboratorio attraverso il processo di ricristallizzazione:
1. Pesare 5 g di acido benzoico
2. Versare qualche goccia di metilarancio
3. Mescolare e versare l’acido in un pallone da 250 ml
4. Aggiungere 120 ml di H2O
5. Far bollire per qualche minuto
6. Preparare l’apparato per la filtrazione
7. Mettere il filtrato in un imbuto di ghooc e filtrare sotto vuoto
8. Pesare il filtrato dopo averlo lasciato in stufa
9. Dopo di che effettuare la prova di fusione